# Cracca cathartica
Cracca cathartica là một loài thực vật có hoa trong họ Đậu. Loài này được (Sessé & Moc.) Rydb. mô tả khoa học đầu tiên năm 1923.